# La Ceiba Airport
La Ceiba Airport är en flygplats i Honduras. Den ligger i den centrala delen av landet, 190 km norr om huvudstaden Tegucigalpa. La Ceiba Airport ligger 14 meter över havet.
Terrängen runt La Ceiba Airport är varierad. Havet är nära La Ceiba Airport åt nordväst. Runt La Ceiba Airport är det mycket glesbefolkat, med 3 invånare per kvadratkilometer. Närmaste större samhälle är La Ceiba, 3,4 km nordost om La Ceiba Airport. 